# فینال‌های ان‌بی‌ای ۲۰۱۳
فینال‌های ان‌بی‌ای ۲۰۱۳ (انگلیسی: 2013 NBA Finals)، سری قهرمانی لیگ بسکتبال حرفه‌ای آمریکا (ان‌بی‌ای) در فصل ۱۳–۲۰۱۲ و پایان‌بخش پلی‌آف‌های این فصل بود که از ۶ تا ۲۰ ژوئن ۲۰۱۳ برگزار شد. در این سری، میامی هیت به عنوان مدافع عنوان قهرمانی و قهرمان کنفرانس شرق - که پیشتاز پیش‌بینی‌ها برای قهرمانی بود - توانست سن آنتونیو اسپرز، قهرمان کنفرانس غرب، را پس از هفت بازی شکست دهد. این پیروزی، دومین قهرمانی پیاپی و سومین قهرمانی کلی میامی در تاریخ را به همراه آورد و نخستین باخت فینال اسپرز را رقم زد. لبرون جیمز، بازیکن میامی هیت، با میانگین ۲۵.۳ امتیاز، ۱۰.۹ ریباند و ۷.۰ پاس گل، برای دومین سال متوالی به عنوان باارزش‌ترین بازیکن فینال‌های ان‌بی‌ای (MVP) انتخاب شد.